# Amherst, Nova Scotia
Amherst är en ort i Kanada.   Den ligger i provinsen Nova Scotia, i den östra delen av landet, 900 km öster om huvudstaden Ottawa. Amherst ligger 20 meter över havet och antalet invånare var 9 413 2016.
Terrängen runt Amherst är platt. Amherst är det största samhället i trakten.
I omgivningarna runt Amherst växer i huvudsak blandskog. Runt Amherst är det mycket glesbefolkat, med 3 invånare per kvadratkilometer.